# The Oxford Book of Modern Science Writing
The Oxford Book of Modern Science Writing – antologia znanych i mających ugruntowaną renomę tekstów naukowych opracowana przez Richarda Dawkinsa, z jego przedmową. Opublikowana w marcu 2008. Składa się z tekstów wielu autorów o rozmaitej tematyce, wielkości od poniżej jednej strony do ośmiu stron. Są to wiersze, anegdoty i filozoficzne rozważania pochodzące z XX wieku.
Antologia zdobyła entuzjastyczne recenzje, np. w New Scientist "Jeżeli możesz przeczytać tylko jedną książkę popularnonaukową, to prawdopodobnie powinna być to właśnie ta".